# Laurent Bel
Laurent Bel, né le 25 janvier 1966 à Neuilly-sur-Seine, est un escrimeur français pratiquant le fleuret.
Il est actuellement l'escrimeur avec le  plus grand palmarès de Neuilly-sur-Seine devant Patrick Gorc.

## Palmarès
- Championnats du monde d'escrime
  -  Médaille d'argent au fleuret par équipes aux championnats du monde de 1998 à La Chaux-de-Fonds
  -  Médaille de bronze au fleuret par équipes aux championnats du monde de 1989 à Denver
  -   Médaille de bronze au fleuret par équipes aux championnats du monde de 1991 à Budapest
  -  Médaille de bronze au fleuret individuel aux championnats du monde de 1991 à Budapest
- Championnats de France d'escrime
  -  Champion de France au fleuret par équipes avec La Tour d'Auvergne 1990, 1993
  -  Vice-champion de France 1988, 1989
  -  Troisième aux championnats de France 1991, 1993, 1994, 1996, 1997
- Coupe du monde d'escrime
  - Vainqueur du tournoi de Coupe du monde de Vienne (1990)